# Адамс, Си Джей
Кэмерон Джон «Си Джей» Адамс (англ. Cameron John "CJ" Adams, род. 6 апреля 2000) — американский ребёнок-актёр, известный по роли в фильме «Странная жизнь Тимоти Грина».

## Карьера
Си Джей Адамс сыграл главного персонажа в кинофильме 2012 года — «Странная жизнь Тимоти Грина», за роль в котором он получил премию «Молодой актёр» и был номинирован на другие престижные награды. Ранее он снимался в 2007 году в фильме «Влюбиться в невесту брата», это была его первая роль в кино.
Си Джей родился в 2000 году в Род-Айленде, в семье Донны и Мэтта Адамсов.

## Фильмография
- 2007 — Влюбиться в невесту брата / Dan in Real Life — Эллиот
- 2012 — Странная жизнь Тимоти Грина / The Odd Life of Timothy Green — Тимоти Грин
- 2014 — Против природы / Against the Wild — Зак Уэйд
- 2014 — Годзилла / Godzilla — Форд (в юности)

## Награды и номинации
| Премия                              | Год  | Категория                                                      | Итог      | Фильм                         |
| ----------------------------------- | ---- | -------------------------------------------------------------- | --------- | ----------------------------- |
| Phoenix Film Critics Society Awards | 2012 | Best Youth Performance in a Lead or Supporting Role - Male     | Номинация | «Странная жизнь Тимоти Грина» |
| «Молодой актёр»                     | 2013 | Best Performance in a Feature Film - Young Actor Ten and Under | Награда   | «Странная жизнь Тимоти Грина» |
| «Сатурн»                            | 2013 | Лучшему молодому актёру или актрисе                            | Номинация | «Странная жизнь Тимоти Грина» |